# Єрнджатап
Єрнджатап (вірм. Երնջատափ) — село в марзі Арагацотн, у центрі Вірменії. Село розташоване за 21 км на південний схід від міста Апарана, 29 км на північний схід від міста Аштарака, за 2 км на південний захід від села Шохакн. Із зовнішнім світом село зв'язує асфальтна дорога до села Артаван, що розташоване за 7 км на північний захід на ділянці Аштарак — Апаран траси Єреван — Спітак. На захід від села тече річка Касах, на північному заході розташоване Апаранське водосховище, з якого вона витікає. З півдня розташована гора Араїлер (2 575 м).
| Рік  | Чисельність | Чисельність |
| ---- | ----------- | ----------- |
| 1873 | 589         | [ 1 ]       |
| 1897 | 780         | [ 1 ]       |
| 1926 | 816         | [ 1 ]       |

| Рік  | Чисельність | Чисельність |
| ---- | ----------- | ----------- |
| 1939 | 962         | [ 1 ]       |
| 1959 | 488         | [ 1 ]       |
| 1970 | 409         | [ 1 ]       |

| Рік  | Чисельність | Чисельність |
| ---- | ----------- | ----------- |
| 1979 | 286         | [ 1 ]       |
| 1989 | 565         | [ 2 ]       |
| 2001 | 490         | [ 1 ]       |

| Рік  | Чисельність | Чисельність |
| ---- | ----------- | ----------- |
| 2004 | 484         | [ 1 ]       |
| 2011 | 611         | [ 3 ]       |

| Рік  | Чисельність | Чисельність |
| ---- | ----------- | ----------- |
| 1873 | 589         | [ 1 ]       |
| 1897 | 780         | [ 1 ]       |
| 1926 | 816         | [ 1 ]       |

| Рік  | Чисельність | Чисельність |
| ---- | ----------- | ----------- |
| 1939 | 962         | [ 1 ]       |
| 1959 | 488         | [ 1 ]       |
| 1970 | 409         | [ 1 ]       |

| Рік  | Чисельність | Чисельність |
| ---- | ----------- | ----------- |
| 1979 | 286         | [ 1 ]       |
| 1989 | 565         | [ 2 ]       |
| 2001 | 490         | [ 1 ]       |

| Рік  | Чисельність | Чисельність |
| ---- | ----------- | ----------- |
| 2004 | 484         | [ 1 ]       |
| 2011 | 611         | [ 3 ]       |